# Innisfail (Austrália)
Innisfail é uma cidade localizada no extremo norte do estado de Queensland, Austrália. É o principal município do condado de Johnstone, e é muito conhecida pelas suas indústrias de açúcar e banana, como também por ser uma das cidades mais alagadas da Austrália. Em março de 2006, Innisfail atraiu a atenção do mundo todo quando o ciclone tropical Larry devastou a região, causando danos extensivos por toda parte.